# Karpenkoïta
La karpenkoïta és un mineral de la classe dels fosfats, que pertany al grup de la volborthita. Rep el nom en honor del mineralogista rus Vladimir Yu. Karpenko (1965-), expert en la mineralogia del vanadi.

## Característiques
La karpenkoïta és un vanadat de fórmula química Co₃(V₂O₇)(OH)₂·2H₂O. Va ser aprovada com a espècie vàlida per l'Associació Mineralògica Internacional l'any 2015. Cristal·litza en el sistema trigonal. Es tracta de l'anàleg de cobalt de la martyita.

## Formació i jaciments
Va ser descoberta a la mina Little Eva, situada al districte de Yellow Cat, al comtat de Grand de l'estat d'Utah (Estats Units), on sol trobar-se associada a altres minerals com la roscoelita, el quars, la martyita, el guix i la barita. A la localitat tipus es troba com un mineral secundari format durant l'oxidació posterior a la mineria de la corvusita i la montroseïta en un entorn humit a temperatura ambient.